# مشط اليد
السِّنْع أو مشط اليد هو عبارة عن وصلة عظمية تصل رسغ اليد من جهة وسلاميات الأصابع من جهة أخرى والعظام السنعية خمسة، أو يُعرف على أنه مجموعة العظام التي تشكل راحة اليَد وعددها خمسة، تربط بين السلاميات والرسغ ،ولا تعتبر سلاميات الأصابع من مشط اليد.و عظام مشط اليد تقابل عظام مشط القدم.

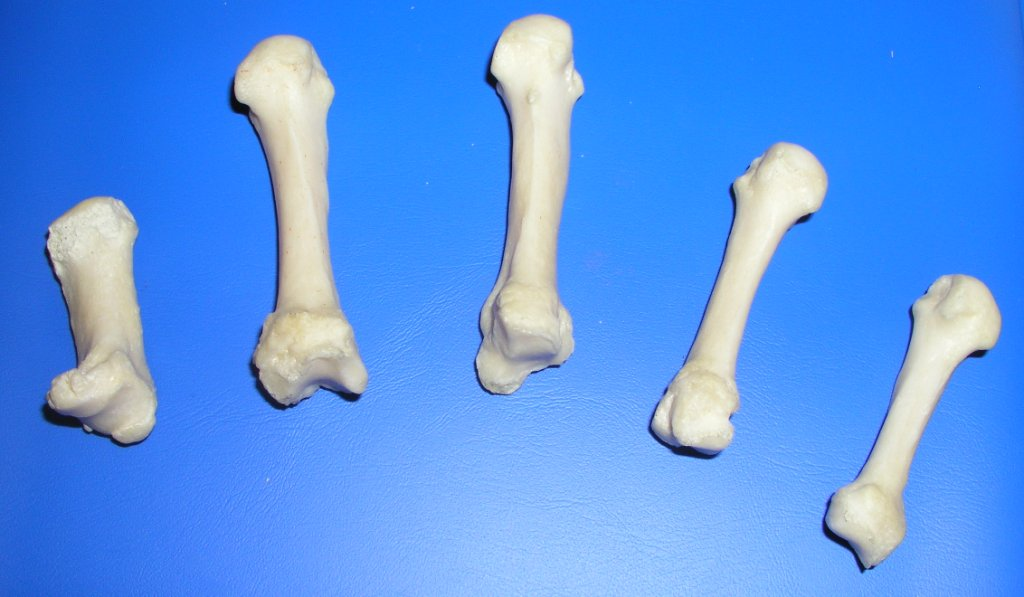
العظام السنعية الخمسة والعظم السنعي الأول (المرتبط بالإبهام) هو الأول من اليسار

## التكوين

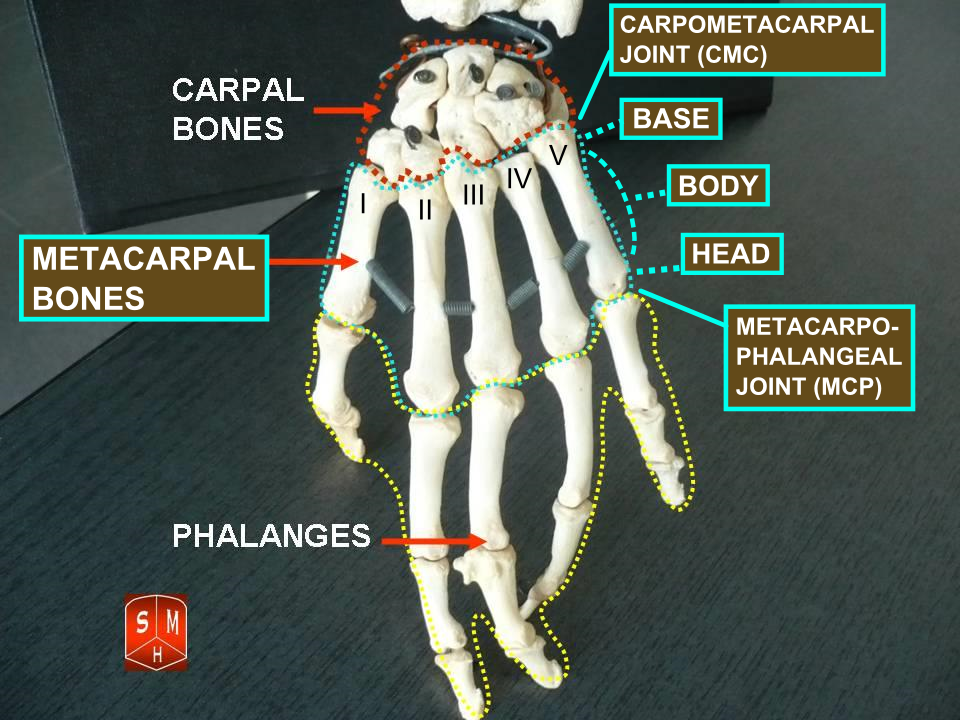
اليد اليسرى..لاحظ وجود الإبهام ناحية اليسار

و تمثّل العظام السنعية شكل قوس عرضى حيث يتثبت الصف الجامد من العظام الرسغية البعيدة.العظام السنعية الطرفية (تلك التي من الإبهام والخنصر) يشكلان جانبى كأس من القناة الراحيّة الضيقة وو عندما يقتربان من بعضهما البعض فهذا يزيد من عمق هذه القناة.العظمة السنعية لإصبع السبابة هي الأكثر ثباتاً على الإطلاق.في حين أن الإبهام يتمفصل مع العظمة المربعية ويعمل بشكل مستقل عن البقية.العظام السنعية المتوسطة متحدة بقوة مع العظام الرسغية بواسطة عناصر عظمية متداخلة.أما العظمة السنعية الخاصة بالبنصر فتعتبر عنصراً انتقالياً للعظمة السنعية الأخيرة شِبه المستقلة.
وتتكون كل عظمة سنعية من جسم وطرفين (رأس وقاعدة)

### جسم العظمة
جسم العظمة يكون موشورىّ الشكل ومنحنى بحيث يكون الطرف المحدب في الخلف في الوضع الطولى للعظمة. والناحية المقعرة في الأمام.ويمثل جسم العظمة ثلاثة أسطح (وسطى/ أفقى/ ظهرى).السطحان الإنسى والجانبى كلاهما مقعر حيث ترتبط العضلات بين العظام ويفصلها عن بعضهما سلسلة من البروزات الأمامية.السطح الخلفى في الثلثين البعيدين منه يمثل منطقة مثلثة سلسة مستوية مُغطّاة بأوتار العضلات الباسطة.هذا السطح يكون مُحاطاً بخطّين يكوّنان عقد أو حبيبات على طرفى أقصى الأصابع.يعبران نحو الأعلى، يتقاطعان ويتقابلان على مسافةٍ ما من مركز العظمة حيث يُشكّلان تلّة تمتد على الجزء المتبقى من السطح الخلفى وحتى النهاية القصوى الرسغية.وهذه التلال تفصل بين سطحين مائلين حيث تتصل العضلات بين العظام الخلفية.
```
تتصل أربطة المفاصل السنعية-السلاميّة المرافقة بالدرنات الموجودة على النهايات القصوى للأصابع.
```

### القاعدة
قاعدة العظام السنعية تكون مكعبة الشكل وأكثر عرضاً في الخلف عنها في الأمام.وتقوم بالتمفصل مع عظام الرسغ وكذلك مع العظام السنعية المجاورة.السطحان الظهري والأخمصى يكونان يتميزان بالخشونة حيث تتصل الأربطة.

### الرأس
تتميز رؤوس العظام السنعية أنها تمثل سطحاً مستطيلاُ محدباً كثيراً من الأمام إلى الخلف.أقل تحدباً على المستوي المستعرض ومستوياً من جانبٍ لأخر.وتتمفصل مع السلامية القريبة.وتكون أكثر عرضاً وتمتد بعيدا إلى أعلى على الناحية الرسغية أكثر من الظهرية.كما أنها تكون أكثر طولاً على مستوى القطر الأمامى الخلفى أكثر من القُطر المُستعرض.على كل ناحية من رأس العظمة يوجد نتوء لاتّصال الأربطة المصاحبة على مستوى المفصل السلامى السنعى.السطح الظهري يكون متسعاً ومستوياً مُشكلاً بذلك دعماً لأوتار العضلات الباسطة.السطح الرسغى يكون مُخدداً في الخط المَنصّف حيث تعبر أوتار العضلات القابضة وعلى كل جانب توجد قمَّة مفصلية متصلة بالسطح المفصلى النهائي.

### التمفصل
وبالإضافة إلى المفاصل السلامية، فإن عظام المشط تتمفصل بواسطة المفاصل الرسغية على النحو التالي:
1. الأول مع العظمة المربعيّة.
2.الثاني مع العظمة المربعية، العظمة شبه المنحرفة، العظمة رأسية الشكل والعظمة السنعية الثالثة.
3.الثالث مع العظمة الرأسية والعظمتين السنعيتين الثانية والرابعة.
4.الرابع مع العظمة الرأسية، العظمة الكُلابية والعظمتين السنعيتين الثالثة والخامسة.
5.الخامس مع العظمة الكُلابية والعظمة السنعية الرابعة.

### الإدراج
العضلتان الكعبرية الطويلة والقصيرة الباسطتان للرسغ تدرجان في قاعدة العظمة السنعية الثانية وتساعدان بذلك في بسط المِعصم وثنيِهِ إلى الجهة الكعبرية.
العضلة الزندية الباسطة للرسغ تدرج في قاعدة العظمة السنعية الخامسة والتي تقوم بثنى وفرد المِعصم عندما تكون الأصابع مثنيّة.كما تساعد على ثنى المعصم إلى الناحية الزندية.
العضلة الطويلة المبعدة لإبهام اليد تدرج في العظمة المربعية وقاعدة العظمة السنعية الأولى.تقوم بإبعاد إبهام اليد في المستوى الأمامى وتقوم بفرد الإبهام على مستوى المفصل الرسغى السنعى.
العضلة المقابلة لإبهام اليد تدرج في العظمة السنعية الأولى وتقوم بثنيها لتقوم بتقريب الإبهام ناحية أطراف الأصابع.
العضلة المقابلة للخنصر تدرج في السطح الإنسى للعظمة السنعية الخامسة وتقوم بثنيها على مستوي المفصل الرسغى السنعى فين حين يقوم الخنصر بمقابلة طرف الإبهام وحينها يصبح باطن اليد أكثر عمقاً.

## الأهمية الطبيّة

### الشذوذ الخلقى
العظمتان السنعيتان الرابعة والخامسة تكونان قصيرتان أو جلفتان بشكلٍ عام في حالتين : القصور الكاذب في الغدة الدرقية والقصور الكاذب الكاذب فيها.
إذا كانت العظمة السنعية الرابعة جلفة والخامسة طبيعية تماماً فهذا يشير إلى متلازمة تِرنر.
العظام السنعية الجلفة (الرابعة شكلٍ خاص) فهذا يشكّل أحد أعراض مُتَلاَزِمَة سَرَطانَ الخَليَّة القاعديَّةِ الوَحْمانِيَّة.

### الكسور
رقبة العظام السنعية (ما بين الرأس والجسم) تعتبر مكاناً شائعاً جداً للكسور في المُلاكِمين.

## في الحيوانات الأخرى

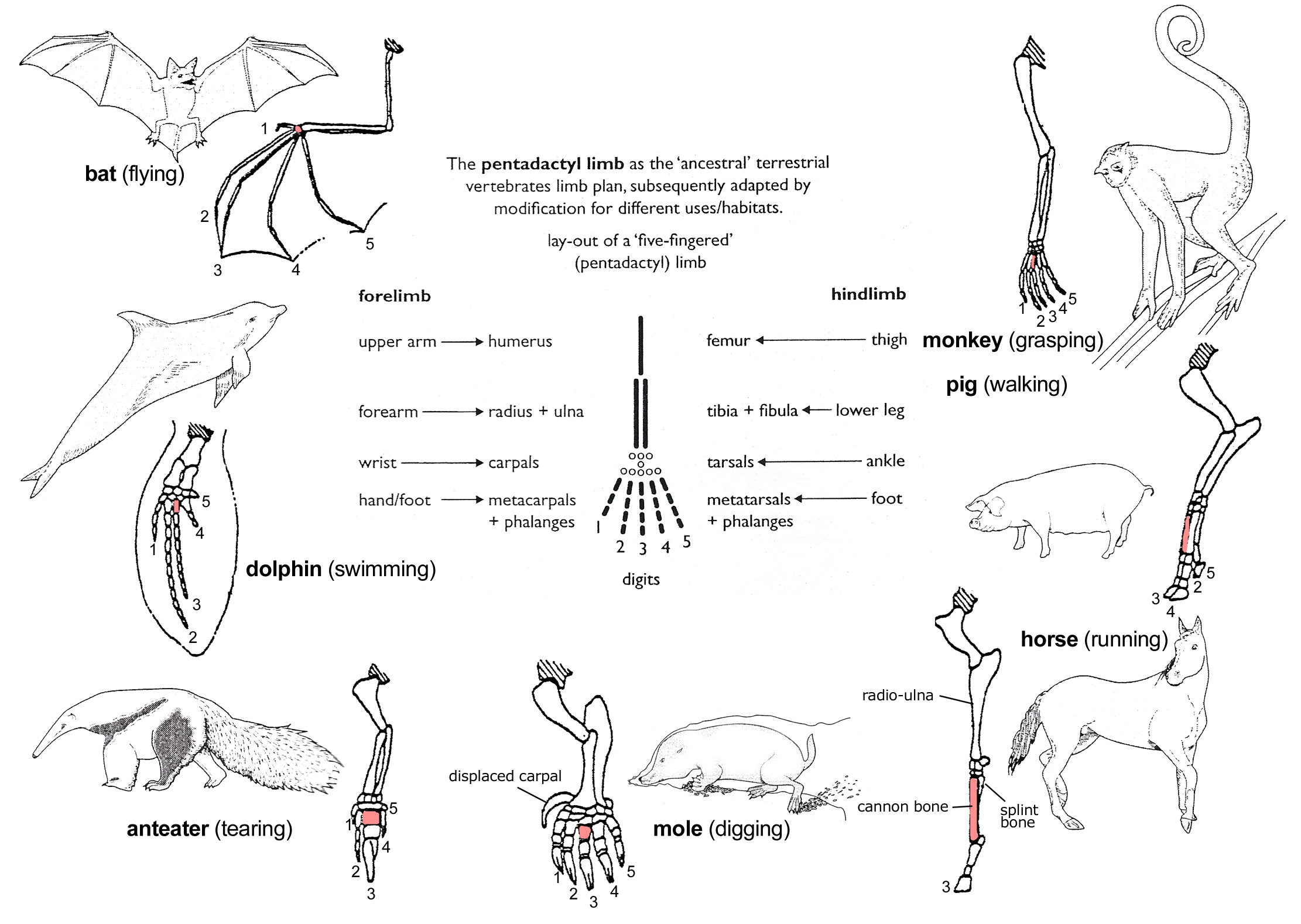
مبدأ التماثل كما يبدو في الإشعاع التكيفى في عظام المشط في الثدييات..كلٌ تتوافق مع نمط الأصابع الخمس الأساسية ولكن يتم تعديلها على حسب الوظائف المختلفة..العظمة السنعية الثالثة مظللة على جميع الأنحاء.

في الحويوانات التي تدب على أربع تمثل العظام السنعية جزءاً من مقدمة القدم وتقل كثيراً في العدد بحيث تناسب عدد أصابع القدم في الحيوانات أصابعية المشى حافرية المشية.تتمتد العظام السنعية كثيرا وتكون أكثر قوة ممثلةً جزءاً إضافياً في الأطراف وهذا بدوره يساعد على تعزيز سرعة الحيوان.في كلٍ من الطيور والخفافيش تشكل العظام السنعية جزءاً من الجناح.

## لفتة تاريخية

### تعليل أصل التسمية
الطبيب اليونانى جالينوس أشارَ إلى العظام الرسغية بـ μετακάρπιον والتي تعنى في اللاتنينية السنع أو مشط اليد.,